# Natation aux Jeux olympiques d'été de 1928
Navigation
Les épreuves de natation lors des Jeux olympiques d'été de 1928 organisés à Amsterdam se déroulent du 4 août au 11 août 1928.
Le programme, fixé en lors de l'édition précédente, reste inchangé jusqu'aux Jeux de Melbourne en 1956. Pour les hommes : en nage libre : 100, 400 et 1 500 mètres en individuel et un relais 4 × 200 mètres ; en dos : 100 mètres ; en brasse : 200 mètres. Pour les femmes : en nage libre : un 100 et un 400 mètres en individuel et un relais 4 × 100 mètres ; en dos : 100 mètres ; en brasse : 200 mètres.

## Programme
Le programme des épreuves est définitivement fixé pour les Jeux de Paris en 1924 et il reste inchangé jusqu'aux Jeux de Melbourne en 1956. Il a été mis en place lors du congrès de la FINA, en marge du congrès olympique de Lausanne, le 31 mai 1921.
Le programme masculin aux Jeux d'Amsterdam en 1928 est le même qu'aux Jeux de Londres en 1908 ainsi qu'aux Jeux de Paris en 1924 : en nage libre : 100, 400 et 1 500 mètres et un relais 4 × 200 mètres ; en dos : 100 mètres ; en brasse : 200 mètres. L'éphémère 400 mètres brasse présent à Stockholm en 1912 et Anvers en 1920 a en effet été retiré définitivement du programme olympique masculin en 1924. Ce programme n'évolue alors plus jusqu'aux Jeux de Melbourne en 1956.
Le programme féminin avait beaucoup varié depuis Stockholm en 1912 : il ne comptait alors que deux épreuves (en nage libre : un 100 mètres individuel et un relais 4 × 100 mètres) puis trois épreuves à Anvers en 1920 (en nage libre : un 100 et un 300 mètres en individuel et un relais 4 × 100 mètres). Aux Jeux de Paris en 1924, on monte à cinq épreuves : en nage libre : un 100 et un 400 mètres en individuel et un relais 4 × 100 mètres ; en dos : 100 mètres ; en brasse : 200 mètres. Ce programme féminin est le même à Amsterdam et il n'évolue plus non plus jusqu'aux Jeux de 1956.
Le calendrier des épreuves est établi ainsi :
- Messieurs :
  - 100 mètres nage libre : séries vendredi 10 août matin ; demi-finales vendredi 10 août après-midi ; finale samedi 11 août après-midi
  - 400 mètres nage libre : séries mardi 7 août après-midi ; demi-finales mercredi 8 août matin ; finale jeudi 9 août après-midi
  - 1500 mètres nage libre : séries samedi 4 août matin et après-midi ; demi-finales dimanche 5 août après-midi ; finale lundi 6 août après-midi
  - 100 mètres dos : séries mardi 7 août matin ; demi-finales mercredi 8 août matin ; finale jeudi 9 août après-midi
  - 200 mètres brasse : séries lundi 6 août matin ; demi-finales mardi 7 août après-midi ; finale mercredi 8 août après-midi
  - relais 4 × 200 mètres nage libre : séries jeudi 9 août matin ; finale samedi 11 août matin

- Dames :
  - 100 mètres nage libre : séries vendredi 10 août après-midi ; demi-finales samedi 11 août matin ; finale samedi 11 août après-midi
  - 400 mètres nage libre : séries samedi 4 août après-midi ; finale lundi 6 août après-midi
  - 100 mètres dos : séries vendredi 10 août après-midi ; demi-finales samedi 11 août matin ; finale samedi 11 août après-midi
  - 200 mètres brasse : séries mardi 7 août après-midi et mercredi 8 août après-midi ; finale jeudi 9 août après-midi
  - relais 4 × 100 mètres nage libre : séries jeudi 9 août matin ; finale jeudi 9 août après-midi

## Engagements
Alors que, lors des premiers Jeux, les inscriptions étaient libres, parfois par club sportif voire individuellement, au fur et à mesure, des limitations ont été mises en place. Depuis Londres en 1908, les nageurs représentent leur pays uniquement. À Londres en 1908 et Stockholm en 1912, un pays pouvait inscrire jusqu'à 12 nageurs ou nageuses par course,. Pour les Jeux de 1924, le nombre d'inscriptions possibles est ramené à trois nageurs ou nageuses par épreuve et un seul relais (avec la possibilité de deux remplaçants ou remplaçantes par relais). Ces nombres sont les mêmes pour les Jeux de 1928.
Au total, 29 nations engagent 124 nageurs et 74 nageuses. La Turquie et la Yougoslavie d'abord engagées ont finalement déclaré forfait en natation.
| - Afrique du Sud (5 nageuses) - Allemagne (13 nageurs et 9 nageuses) - Argentine (5 nageurs) - Australie (2 nageurs et 3 nageuses) - Autriche (1 nageur et 2 nageuses) - Belgique (7 nageurs) - Canada (5 nageurs et 1 nageuse) - Chili (5 nageurs) - Danemark (5 nageuses) - Espagne (5 nageurs) - États-Unis (10 nageurs et 13 nageuses) - Finlande (1 nageuse) - France (7 nageurs et 6 nageuses) - Grande-Bretagne (12 nageurs, 10 nageuses) |  |  | - Hongrie (6 nageurs, 2 nageuses) - Inde (1 nageur, forfait complet) - Irlande (6 nageurs, 1 nageuse) - Italie (8 nageurs) - Japon (10 nageurs) - Luxembourg (1 nageur, 2 nageuses) - Norvège (1 nageuse) - Nouvelle-Zélande (2 nageurs, 2 nageuses) - Panama (1 nageur) - Pays-Bas (6 nageurs, 10 nageuses) - Philippines (2 nageurs) - Pologne (1 nageur, 1 nageuse) - Suède (7 nageurs et 2 nageuses) - Suisse (1 nageur) - Tchécoslovaquie (1 nageur) |

## Podiums

### Hommes
| Épreuves             | Or | Argent                                                                                                 | Bronze                                                                      |
| Nage libre           | | |                                                                             |
| 100 m                | Johnny Weissmuller États-Unis 58 s 60 (RO)                                                                                         | István Bárány Hongrie 59 s 80                                                                          | Katsuo Takaishi Japon 1 min                                                 |
| 400 m                | Victoriano Zorrilla Argentine 5 min 1 s 60 (RO)                                                                                    | Andrew Charlton Australie 5 min 3 s 60                                                                 | Arne Borg Suède 5 min 4 s 60                                                |
| 1 500 m              | Arne Borg Suède 19 min 51 s 80 (RO)                                                                                                | Andrew Charlton Australie 20 min 2 s 60                                                                | Buster Crabbe États-Unis 20 min 28 s 80                                     |
| Dos                  | | |                                                                             |
| 100 m                | George Kojac États-Unis 1 min 8 s 20 (RM)                                                                                          | Walter Laufer États-Unis 1 min 10 s                                                                    | Paul Wyatt États-Unis 1 min 12 s                                            |
| Brasse               | | |                                                                             |
| 200 m                | Yoshiyuki Tsuruta Japon 2 min 48 s 80 (RM)                                                                                         | Erich Rademacher Allemagne 2 min 50 s 60                                                               | Teofilo Yldefonso Philippines 2 min 56 s 40                                 |
| Relais               | | |                                                                             |
| 4 × 200 m nage libre | États-Unis Austin Clapp George Kojac Walter Laufer Johnny Weissmuller 9 min 36 s 20 (RM) (et Paul Samson et David Young en séries) | Japon Nobuo Arai Tokuhei Sada Katsuo Takaishi Hiroshi Yoneyama 9 min 41 s 40 (et Kazuo Noda en séries) | Canada Garnet Ault Munroe Bourne Walter Spence James Thompson 9 min 47 s 80 |

### Femmes
| Épreuves             | Or | Argent                                                                            | Bronze                                                                                        |
| Nage libre           | |                                                                                   |                                                                                               |
| 100 m                | Albina Osipowich États-Unis 1 min 11 s (RM) | Eleanor Garatti États-Unis 1 min 11 s 40                                          | Joyce Cooper Grande-Bretagne 1 min 13 s 60                                                    |
| 400 m                | Martha Norelius États-Unis 5 min 42 s 80 (RM)                                                                                                   | Marie Braun Pays-Bas 5 min 57 s 80                                                | Josephine McKim États-Unis 6 min 0 s 20                                                       |
| Dos                  | |                                                                                   |                                                                                               |
| 100 m                | Marie Braun Pays-Bas 1 min 22 s | Ellen King Grande-Bretagne 1 min 22 s 20                                          | Joyce Cooper Grande-Bretagne 1 min 22 s 80                                                    |
| Brasse               | |                                                                                   |                                                                                               |
| 200 m                | Hilde Schrader Allemagne 3 min 12 s 60 | Marie Baron Pays-Bas 3 min 15 s 20                                                | Lotte Mühe Allemagne 3 min 17 s 60                                                            |
| Relais               | |                                                                                   |                                                                                               |
| 4 × 100 m nage libre | États-Unis Eleanor Garatti Adelaide Lambert Martha Norelius Albina Osipowich 4 min 47 s 60 (RM) (avec Josephine McKim et Susan Laird en séries) | Grande-Bretagne Margaret Cooper Ellen King Sarah Stewart Vera Tanner 5 min 2 s 80 | Afrique du Sud Marie Bedford Freddie van der Goes Rhoda Rennie Kathleen Russell 5 min 13 s 40 |

## Tableau des médailles
| Rang  | Pays            | Médaille d'or | Médaille d'argent | Médaille de bronze | Total |
| 1     | États-Unis      | 6             | 2                 | 3                  | 11    |
| 2     | Pays-Bas        | 1             | 2                 | 0                  | 3     |
| 3     | Japon           | 1             | 1                 | 1                  | 3     |
| 4     | Allemagne       | 1             | 1                 | 1                  | 3     |
| 5     | Suède           | 1             | 0                 | 1                  | 2     |
| 6     | Argentine       | 1             | 0                 | 0                  | 1     |
| 7     | Grande-Bretagne | 0             | 2                 | 2                  | 4     |
| 8     | Australie       | 0             | 2                 | 0                  | 2     |
| 9     | Hongrie         | 0             | 1                 | 0                  | 1     |
| 10    | Canada          | 0             | 0                 | 1                  | 1     |
| 11    | Philippines     | 0             | 0                 | 1                  | 1     |
| 12    | Afrique du Sud  | 0             | 0                 | 1                  | 1     |
| Total | Total           | 11            | 11                | 11                 | 33    |